# 三角白钩蛾
三角白钩蛾（学名：Ditrigona triangularia）是鱗翅目钩蛾科的一种，翅长14.5～21.5毫米，触角双栉形，前翅前缘黄褐色，后翅正面外缘有红褐色斑点。分布于印度，缅甸和中国。